# Douglas (Alabama)
Douglas – miasto w Stanach Zjednoczonych, w stanie Alabama, w hrabstwie Marshall. W roku 2023 miasto zamieszkiwały 782 osoby, a gęstość zaludnienia wynosiła 97,75 osoby/km².